# Гневіно
Гневіно (пол. Gniewino, нім. Gnewin) — село в Польщі, у гміні Гневіно Вейгеровського повіту Поморського воєводства. Центр гміни.
Населення — 1943 особи (2011).
У 1975-1998 роках село належало до Гданського воєводства.

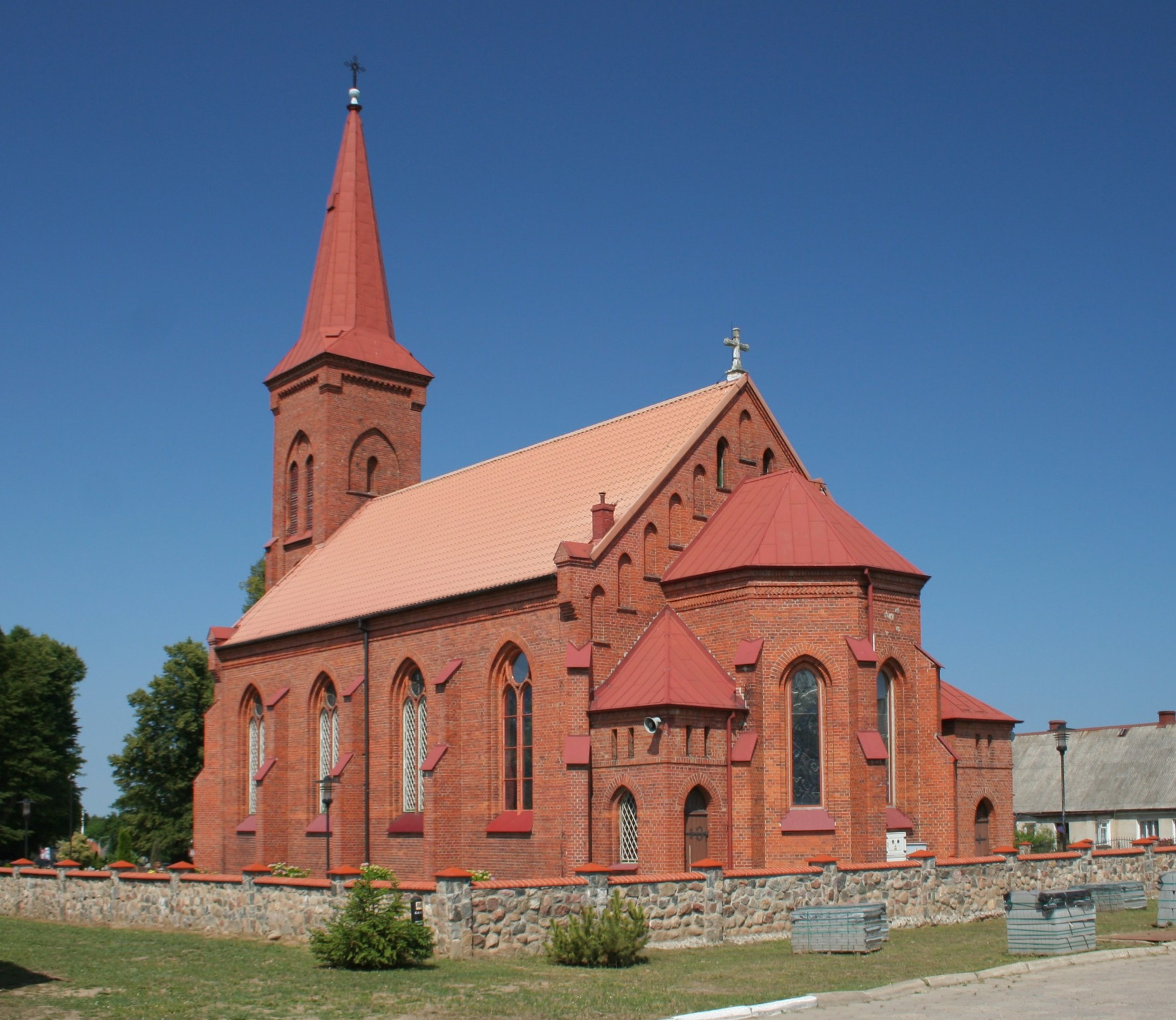
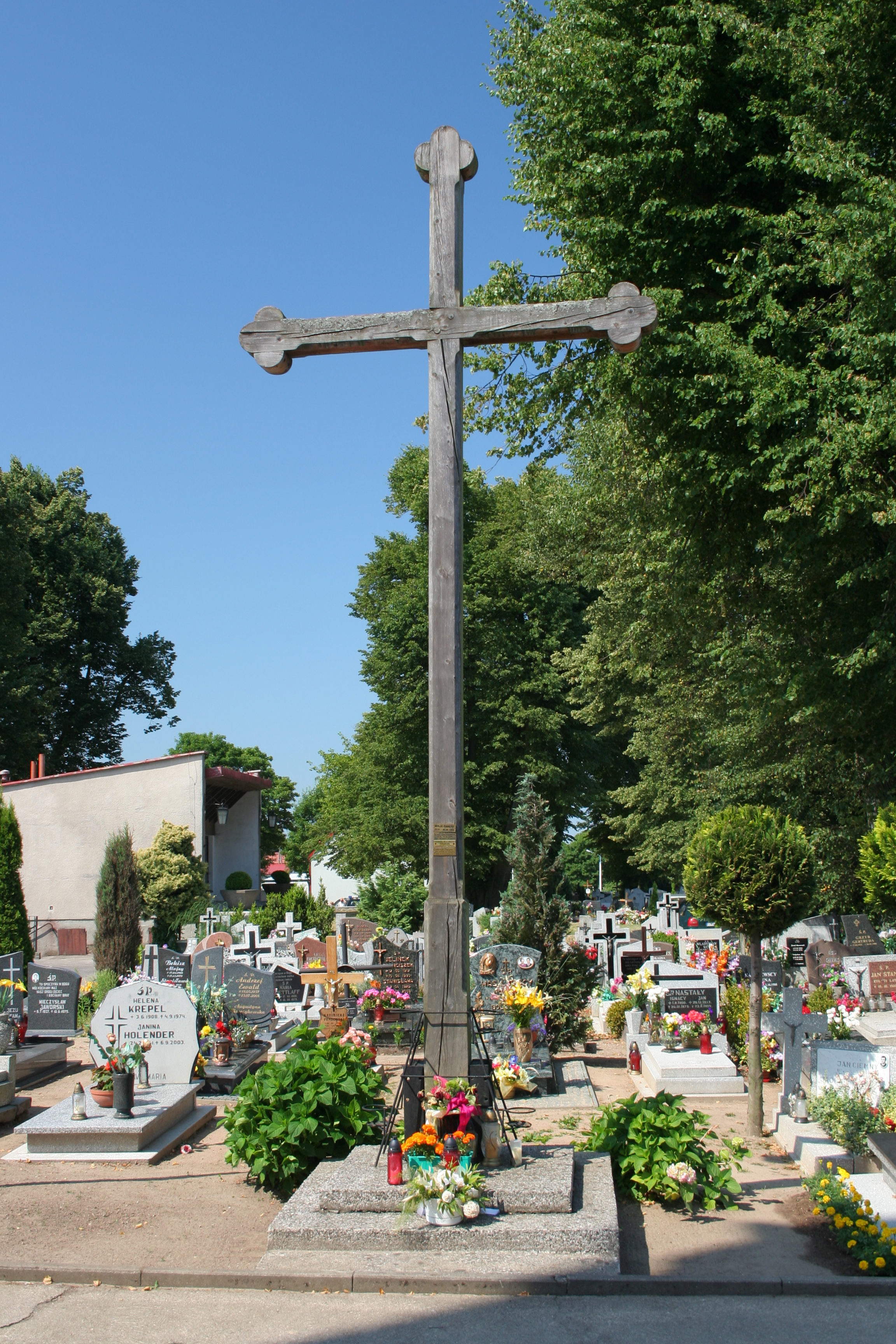
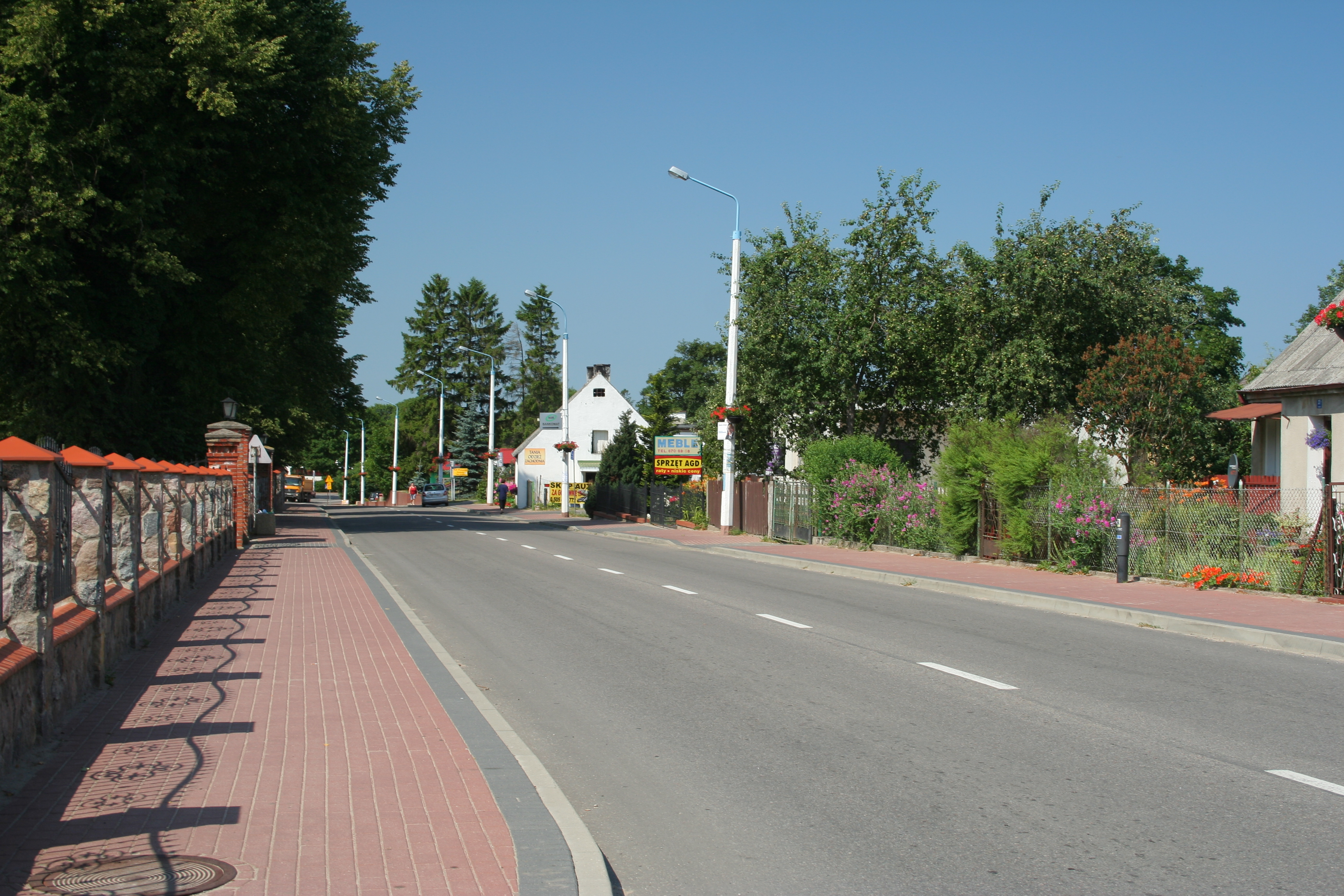
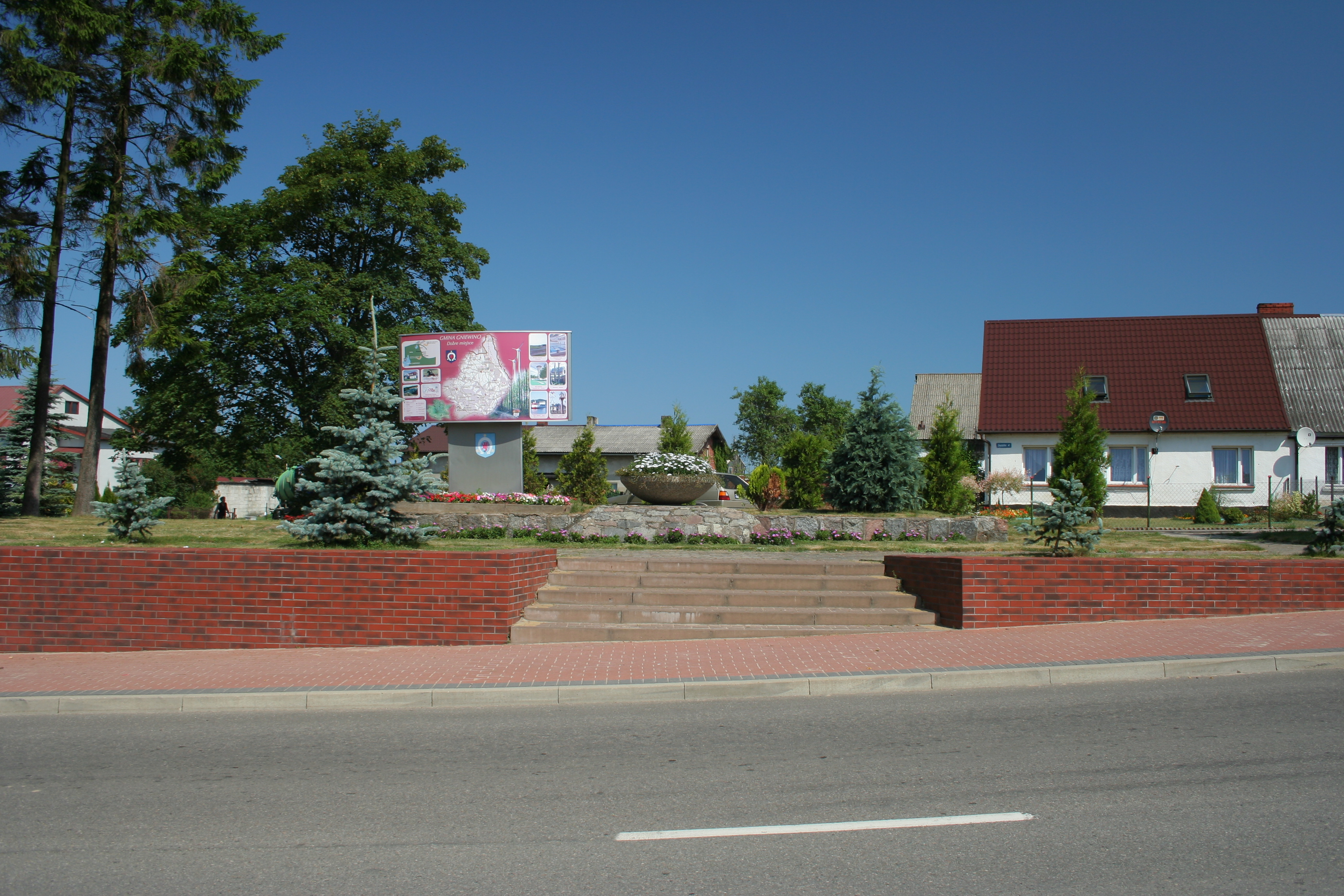

## Демографія
Демографічна структура станом на 31 березня 2011 року:
|          | Загалом | Допрацездатний вік | Працездатний вік | Постпрацездатний вік |
| -------- | ------- | ------------------ | ---------------- | -------------------- |
| Чоловіки | 1004    | 264                | 680              | 60                   |
| Жінки    | 939     | 219                | 577              | 143                  |
| Разом    | 1943    | 483                | 1257             | 203                  |